# Syzygium acre
Syzygium acre är en myrtenväxtart som först beskrevs av Jean Armand Isidore Pancher och André Guillaumin, och fick sitt nu gällande namn av J.W.Dawson. Syzygium acre ingår i släktet Syzygium och familjen myrtenväxter.
Artens utbredningsområde är Nya Kaledonien. Inga underarter finns listade i Catalogue of Life.